# Philip Stanhope, 5. hrabě z Chesterfieldu
Philip Stanhope, 5. hrabě z Chesterfieldu (Philip Stanhope, 5th Earl of Chesterfield, 5th Baron Stanhope of Shelford) (10. listopadu 1755, Bretby Hall, Anglie – 29. srpna 1815, Bretby Hall, Anglie) byl britský politik a diplomat ze šlechtického rodu. Od mládí zasedal ve Sněmovně lordů, politicky náležel k toryům. Ve vládě Williama Pitta zastával několik funkcí.

## Kariéra
Pocházel ze starobylého šlechtického rodu Stanhope, byl synem Arthura Stanhope, získal kvalitní domácí vzdělání pod dohledem svého vzdáleného strýce a adoptivního otce 4. hraběte z Chesterfieldu, poté studoval v Lipsku. V roce 1773 zdědil titul hraběte z Chesterfieldu a vstoupil do Sněmovny lordů, v politice patřil k toryům a byl oblíbencem Jiřího III. Sloužil v armádě a dosáhl hodnosti kapitána, v letech 1781–1782 byl lordem-místodržitelem v hrabství Buckinghamshire. V roce 1784 byl jmenován členem Tajné rady a v letech 1784–1787 byl vyslancem v Madridu, do Španělska ale fakticky nikdy neodjel. V Pittově vládě zastával funkce nejvyššího mincmistra (1789–1790) a generálního poštmistra (1790–1794), nakonec byl nejvyšším štolbou (1798–1804). V roce 1805 obdržel Podvazkový řád, byl též členem Královské společnosti.
Byl dvakrát ženatý, potomstvo měl z druhého manželství s Henriettou Thynne (1762-1813), dcerou 1. markýze z Bathu. Dědicem titulů byl syn George Stanhope, 6. hrabě z Chesterfieldu (1805–1866), který zastával funkce u dvora.